# 嗅覺行銷
嗅覺行銷，又稱做香氛行銷、五感行銷，此名詞最早見於艾佛瑞·吉伯特（Avery Gilbert）所著《異香》一書中，其功能主要有行銷品牌、改善空間氛圍及促進銷售等三大功能。

## 最早起源
根據《Scent Marketing》此一論文的記載，早在遠古的巴比倫與埃及便將香氣添加於乳液和化妝品內以吸引更多顧客。到了二十世紀，美國紐約經營連鎖戲院的羅達斐（Samuel Rothafel, 1882-1936）在1906年試著在他經營的戲院中利用各式素材，如泡過玫瑰精油的棉片等置放在電風扇前方，來搭配電影的主題或是畫面。
之後的三十年經引發各家戲院爭相模仿，甚至還成功申請過美國的專利，但受限於香氛散佈的技術不足及香味會混雜在一起，並不受到媒體及消費者的青睞。但這股風潮其後吹向了其他產業如賭場、零售業等，並持續在今日的世界發酵。

## 原理
人類的嗅覺有直接通往中腦的邊緣系統（Limbic System）的通路，這部分乃處理人類的情感和記憶，這解釋了嗅覺具有引發強烈情緒和記憶的作用。近年更有科學家發現，人腦內對於當下快樂的決定，亦是由邊緣系統處理（長遠利益則由「額前葉」負責）。因此，人類是會不自覺的被氣味影響到潛意識和消費行為。這種自然反應未必能夠完全用理性控制。

## 用途
- 品牌行銷：包括三星電子，在他們紐約的旗艦店送出品牌識別香氛﹔威斯汀飯店（Westin Hotel）則在大廳使用「白茶」氣味作為品牌象徵﹔高檔襯衫品牌湯瑪斯品克（Thomas Pinks）在自己的專櫃散播剛燙過的亞麻布味。目的皆是為了提供更迷人的購物體驗，以對銷售額、顧客滿意度與品牌形象有所助益。[5]
- 改善空間氛圍：人們對環境香氛的評估則受到三種因素影響：香氣與產品的協調度、香氣的突顯度、顧客判斷外來影響因素的動機。若達成上述三種條件香芬便能幫助創造正面良好的情緒與心情。關於〝香氛協調性〞的研究指出，顧客與環境的互動是全面而非單獨的。顧客視外來刺激為一體而非單一，因此外來刺激間彼此是否協調則非常重要。一測試音樂與氣味協調性的實驗指出，當兩者協調時購物經驗將獲得極大正面評價，反之相反，甚至低於無香氛環境。另一實驗則利用廣告版測試視覺與香味的關聯，結果與第一實驗相同。學者解釋此現象是因當過多不協調刺激出現時彼此間會相互競爭，影響我們的感覺並干擾判斷，協調的香氣可幫助提升訊息接收，反之相反(如在運動用品店內播放玫瑰香氛)。
- 促進銷售：「香味的存在」可提高金錢的花費。一個在賭場內分別於三個區域使用不同類型香氛所進行的研究證明了假設：區域一在噴灑第一種香氛後賭客的平均花費較噴灑前提高了約45%；區域二的賭客則沒有因第二種香氛的噴散而有明顯影響，因此不同香味所產生的影響也不同，如橘子味可振奮人心、迷迭香可幫助集中精神、薰衣草則有平靜與安撫心靈的效果。[4]2003年的《Journal of Business Research》指出，購物商場若有宜人的氣味，可以令消費者對產品質量的觀感較佳，以及增加消費額。德國曾針對在IKEA的分店進行調查，結果發現人們明顯較享受有香味的環境，消費者的逗留時間平均增加了54%，滿意度增加了7%，銷售額亦增加了6%。[6]